# Az Olasz Királyság kikiáltása
Az Olasz Királyság kikiáltása volt az a formális aktus, amely szentesítette az egységes olasz állam létrejöttét, létrehozva az Olasz Királyságot. Ez történt a Szardíniai Savoyai-ház Szárd Királyság szabályozási aktusával (1861. március 17-i törvény, 4671. sz.), amellyel II. Viktor Emanuel felvette magának és utódainak az Olaszország királya címet. Az 1861. május 5-i 7. sz. törvénnyel Olaszország egyesülésének évfordulóját nemzeti ünneppé nyilvánították, amely minden év júniusának első vasárnapján esik.

## Története

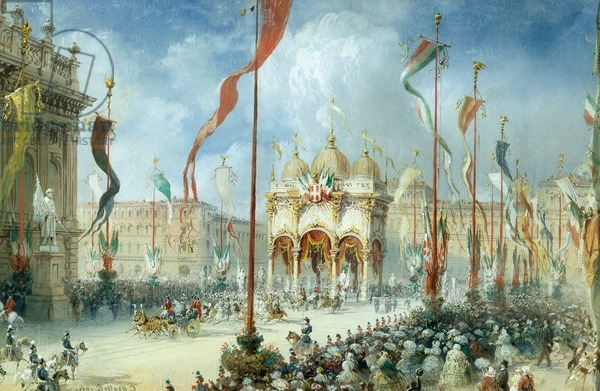
Carlo Bossoli: Királyi körmenet az Olasz Királyság parlamentjének megnyitóján

A második függetlenségi háborút (1860) és a Giuseppe Garibaldi által vezetett Ezres Expedíciót követően az 1859–60 közötti kétéves időszakban Olaszország egyesítésének célkitűzése nagyrészt megvalósult, Tri veneto és Lazio kivételével. A különböző tartományok Szárd Királysághoz csatolását népszavazások sorozata szentesítette.
1860. november 3-án a Piazza Regián (később Piazza del Plebiscito) a nápolyi legfelsőbb bíróság elnöke, Vincenzo Niutta kihirdette a Nápolyi Királyság Szárd Királysághoz csatolását jóváhagyó népszavazás eredményét: «I. kijelentik, hogy Olaszország déli tartományainak népe egy és oszthatatlan Olaszországot akarja Viktor Emanuellel, az alkotmányos királlyal és törvényes leszármazottaival. November 4-én a szicíliai Legfelsőbb Bíróság elnöke, Pasquale Calvi is így tett. Az annexiókat az 1860. december 17-i királyi rendeletek hivatalossá tették: 4498 („A nápolyi tartományok az olasz állam része”) és 4499 („A szicíliai tartományok az olasz állam részei”).
1861. február 18-án a január 27-i választások eredményeként létrejött új nemzeti parlament összeült Torinóban, a Palazzo Carignanóban, amely korábban a szubalpi parlament székhelye volt, és amely már olaszként határozta meg magát, bár VIII.-ként folytatva a Szárd Királyság törvényhozásainak számozását. A képviselőházba az „új tartományokban” megválasztott képviselők is bekerültek, míg a nem megválasztott, hanem a királyság által kinevezett szenátus kiegészült Olaszország többi tartománya szenátorainak jelölésével.

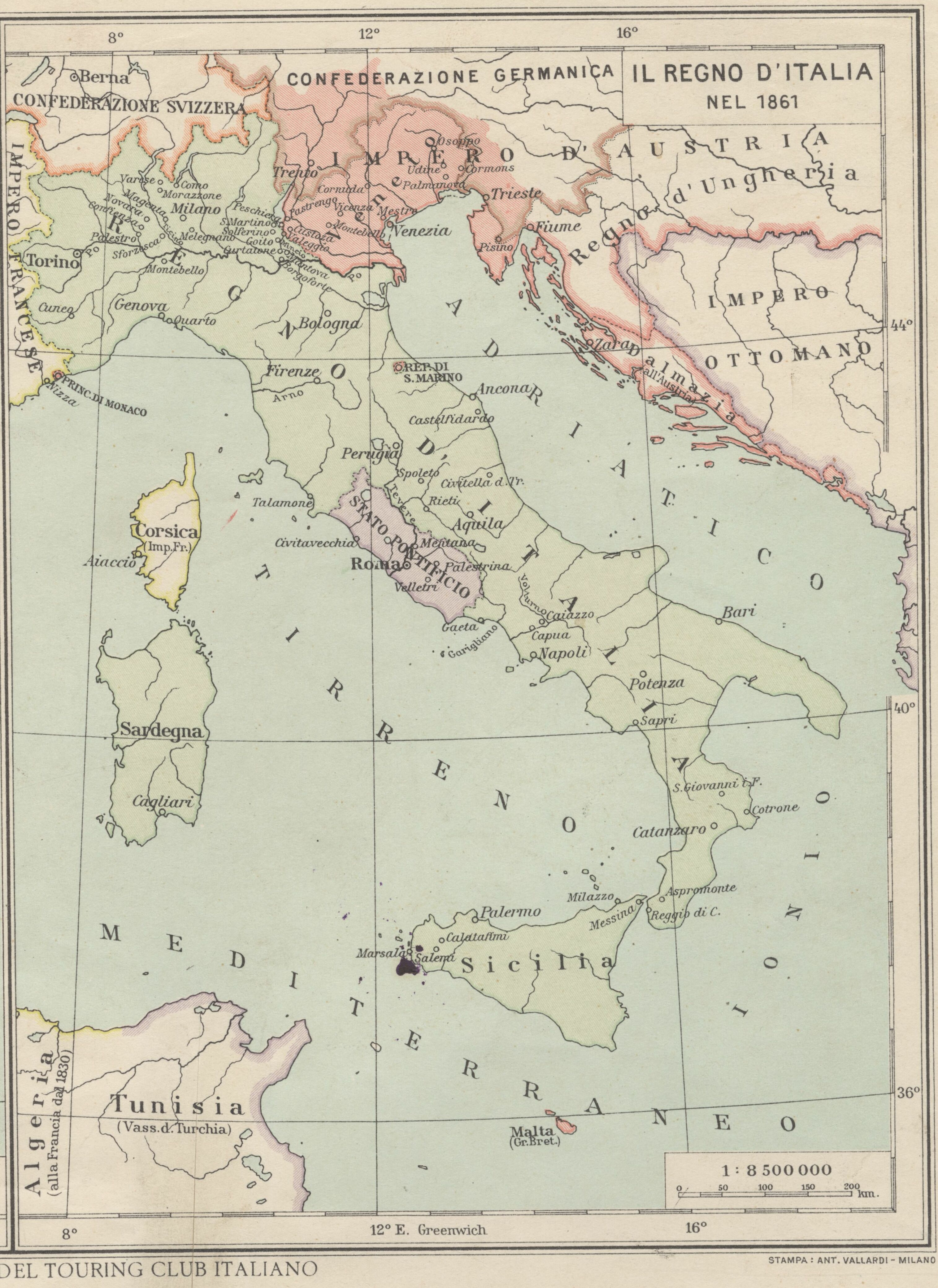
Az Olasz Királyság térképe 1861-ben

Az új törvényhozás megnyitása király által elmondott koronabeszéddel történt. A szenátus február 26-án megszavazott válaszában kifejezetten új királyságról beszélt. A képviselőház a Viktor Emanuelhez intézett válaszbeszédében, amelyet Giuseppe Ferrari képviselő írt és 1861. március 13-án kelt, már kijelentette, hogy:

„egy egész nép választójoga teszi a Gondviselés által megáldott fejedre Itália koronáját”

Közvetlenül a törvényhozás megnyílása után, február 21-én Camillo Benso di Cavour akkori miniszterelnök, Cavour grófja egyetlen cikkből álló törvényjavaslatot terjesztett a Szenátus elé a király új címének formalizálásáról, amely azután lett szabvány, hogy 1861. március 17-én, a következő napon az Olasz Királyság Hivatalos Lapja 68. számában megjelent. Március 17-én emlékeznek meg minden évben Olaszország egyesítésének évfordulójáról, a nemzeti ünnepet 1911-ben hoztak létre, az évforduló ötvenedik évfordulója alkalmából.

## Az 1861. évi rendelet elemzése
A királyi rendelet így szólt:

„TÖRVÉNYTERVEZET.
Első cikkely. II. Viktor Emanuel király felveszi magának és utódainak az Olaszország királya címet.”

A jelentésben Cavour emlékeztetett arra:

„A parlament a királyi ülésszak ünnepélyes napján a hála és szeretet lelkesedésével méltatta II. Viktor Emanuel olasz királyt.”

A Szenátus által jóváhagyott szövegben viszont van egy második cikk is a jogalkotási aktusok címének kérdéséről. Ezért megállapították, hogy:

„2. cikkely. A kormány cselekedeteit és minden egyéb, a király nevében megillető cselekményt a következő képlettel kell bejegyezni: (A király neve) Isten akaratából és a nemzet szavazatával OLASZORSZÁG KIRÁLYA”

Meg kell jegyezni, hogy a Savoyai Viktor Emanuel száma továbbra is „második”, és nem „első” volt, az olasz egyesítést elérő Savoyai-ház és az alkotmány folytonosságának jeleként.

## Fordítás
Ez a szócikk részben vagy egészben  a   Proclamazione del Regno d'Italia című olasz Wikipédia-szócikk ezen változatának fordításán alapul.  Az eredeti cikk szerkesztőit annak laptörténete sorolja fel. Ez a jelzés csupán a megfogalmazás eredetét és a szerzői jogokat jelzi, nem szolgál a cikkben szereplő információk forrásmegjelöléseként.